# Nogometni klub Vipava
Nogometni klub Vipava (krajše NK Vipava), je nogometni klub iz Vipave, je bil prvotno ustanovljen leta 1919.
Leta 2011 je ponovno aktiviral člansko ekipo. Na stadionu je namestil reflektorje in zamenjal stole. V zimskih mesecih nogometaši vadijo v veliki dvorani Škofijske gimnazije Vipava in v mali dvorani Osnovne šole Draga Bajca Vipava.